# Aldania thisbe
Espèce
Aldania thisbe est un papillon de la famille des Nymphalidae. L'espèce a été découverte par le Français Édouard Ménétries qui a fait toute sa carrière en Russie. On trouve ce papillon dans la région de l'Amour et de l'Oussouri, ainsi qu'au centre et au nord-est de la Chine et dans la péninsule coréenne. Son habitat consiste en des prairies et espaces ouverts, ainsi que dans la canopée de forêts de feuillus avec des chênes.
Les adultes prennent leur vol en juin-juillet.
On trouve ses chenilles qui se nourrissent sur l'arbre hôte Quercus mongolica.

## Sous-espèces
- Aldania thisbe thisbe
- Aldania thisbe obscurior (Oberthür, 1906)
- Aldania thisbe dilutior (Oberthür, 1906)